# Джеймі Луїз Андерсон
Джеймі Луїз Андерсон (англ. Jamie Louise Anderson; 13 вересня 1990, Саут-Лейк-Тахо, США) — американська сноубордистка, дворазова олімпійська чемпіонка, багаторазова чемпіонка Х-ігор.
Золоту олімпійську медаль і звання олімпійської чемпіонки Джеймі виборола на іграх 2014 року в Сочі у слоупстайлі. 2018 року в корейському Пхьончхані вона захистила свій титул.